# Игра с подхвърляне
Играта с подхвърляне е една от най-основните детски игри, често играна между деца или между родител и дете, където участниците хвърлят един към друг топка, чувалче, фризби или подобен предмет напред-назад. В ранните етапи от живота на детето умението за хващане е добър начин за оценка и подобряване на физическата координация на детето. По-специално, „ако едно дете не може да хване топка, която подскача, е малко вероятно детето да може да играе с подхвърляне“. Повечето деца започват да могат да играят на подхвърляне около четиригодишна възраст. Много четиригодишни деца инстинктивно затварят очи, когато топка се насочва към тях и може да отнеме известно време, за да преодолеят това. Играта с подхвърляне може да помогне за развитието на сръчност, координация и увереност.
Тъй като играта с подхвърляне изисква поне двама участници и тъй като участниците могат да бъдат заменени по всяко време на играта, подхвърлянето може да се използва за поставяне на децата в социални ситуации, където те ще взаимодействат помежду си. Например, това може да стане, като първо накарате едно дете да играе с подхвърляне с възрастен и след това да включите други деца в играта или да замените друго дете вместо възрастния, в който момент възрастният може да напусне напълно. Тъй като децата стават по-умели, придобитите умения се включват в по-сложни игри, които се играят с по-големи групи участници, като „горещ картоф“, „народна топка“ и „пиян морков“. Играта на улов може да подобри способността за спортове, които включват хващане и хвърляне, като спортове с бата и топка, американски футбол и баскетбол.